# Can Ponsich
Can Ponsich (també escrit Ponsic) és un edifici de Sarrià (Barcelona) catalogat com a bé cultural d'interès local.

## Història
La torre fou construïda possiblement entre els segles xi i xii per a controlar l'antic camí de Finestrelles o camí Fondo, avui carrer de Domínguez i Miralles. Durant molts anys, va estar ocupada pel Centre Euro Àrab de Catalunya, i des del 2015 és la seu de l'Associació de Veïns de Pedralbes.
La casa va ser reformada el 1892 per l'arquitecte August Font en estil neomedieval. El 1967, Josep Maria Ponsich i Sarriera la cedí gratuïtament a l'Ajuntament de Barcelona amb la voluntat que fos destinada a activitats culturals, especialment musicals. Des del 1988 hi ha la seu de la Guàrdia Urbana del districte de Sarrià-Sant Gervasi, i el 1992, l'Ajuntament va obrir un concurs per a destinar-ne la part nord a l'Escola Municipal de Música, que fou guanyat per l'Escola l'Arc.

## Descripció
Fou un gran casalot senyorial que probablement també tingué una funció agrícola. Antigament portà el nom de Ca l'Alós.
És construït sobre una superfície plana sustentada per murs que imiten baluards de muralla. La façana principal, víctima, com la resta de la construcció, d'una destrossa sistemàtica, és emmarcada per dues torres quadrades amb miradors rematats per merlets. Adossada a la façana posterior hi ha una capella.

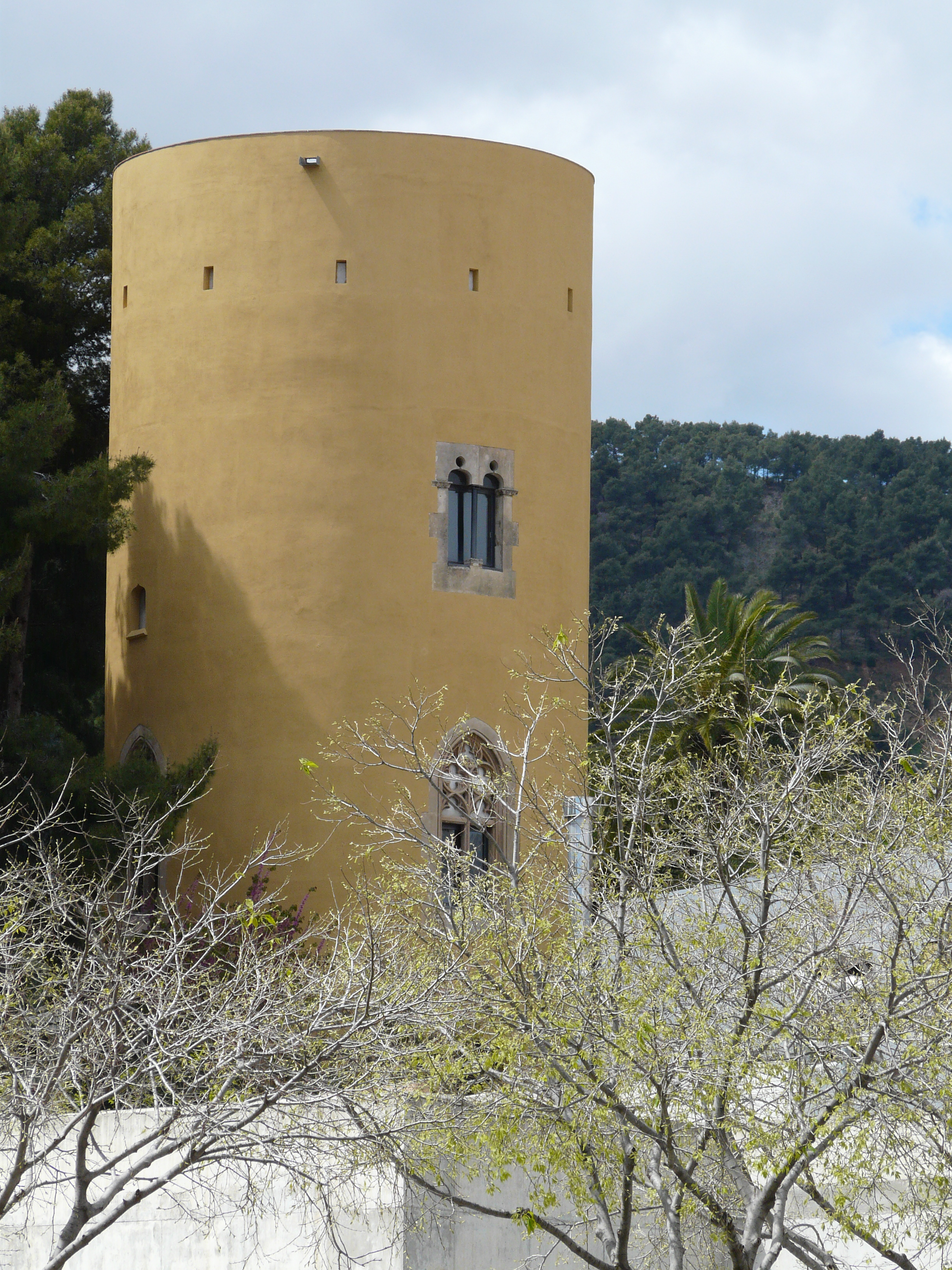
Antiga torre de guaita

### Torre
Separada de la casa, és una estructura de planta circular de 12 m d'alçada i de 6 m de diàmetre, amb finestrals neogòtics afegits posteriorment. La primera planta s'utilitzava com a magatzem de queviures i a la segona i tercera s'allotjava el vigilant i la guarnició.